# روپی‌نیرول
روپی‌نیرول (انگلیسی: Ropinirole) (لا نام تجاری Requip) دارویی است که برای درمان بیماری پارکینسون (PD) و سندرم پای بی‌قرار (RLS) استفاده می‌شود. در PD دوز باید متناسب با اثر تنظیم شود و درمان نباید به طور ناگهانی قطع شود. این دارو از طریق دهان مصرف می‌شود. روپی‌نیرول در ایالات متحده امریکا و انگلستان برای القای استفراغ در سگ‌هایی که سموم یا مواد خارجی غیر اسیدی خورده‌اند تأیید شده است.
عوارض جانبی شایع آن شامل خواب آلودگی، استفراغ و سرگیجه است. عوارض جانبی جدی ممکن است شامل قمار پاتولوژیک، فشار خون پایین همراه با ایستادن و توهم باشد. استفاده در بارداری و شیردهی ایمنی نامشخصی دارد. این دارو آگونیست دوپامین است و با تحریک گیرنده‌های دوپامین D2 عمل می‌کند.
این دارو در سال ۱۹۹۷ میلادی برای استفاده پزشکی در ایالات متحده تأیید شد. به عنوان یک داروی عمومی در دسترس است. در سال ۲۰۱۹، با بیش از ۳ میلیون نسخه، صد و چهل و چهارمین داروی رایج در ایالات متحده بود. در ژوئن ۲۰۲۰ برای استفاده پزشکی دامپزشکی در سگ‌ها در ایالات متحده و بریتانیا تایید شد.

## کاربرد پزشکی
روپی‌نیرول عمدتاً برای بیماری پارکینسون، RLS و علائم خارج هرمی تجویز می‌شود.  همچنین می‌تواند عوارض جانبی ناشی از مهارکننده‌های انتخابی بازجذب سروتونین، از جمله سندرم پارکینسونیسم و همچنین اختلال عملکرد جنسی و اختلال نعوظ ناشی از SSRIها یا داروهای ضد روان پریشی را کاهش دهد.

## دوز
روپی‌نیرول در آماده‌سازی‌های مختلفی موجود است، از قرص ۰.۲۵ میلی‌گرم تا قرص ۵ میلی‌گرم. دلیل اصلی، تیتراسیون دوز است.
برای بیماری پارکینسون، بیشیه دوز توصیه شده ۲۴ میلی‌گرم در روز است که در سه دوز جداگانه در طول روز مصرف می شود. بیشینه دوز توصیه شده روپی‌نیرول برای افراد مبتلا به مرحله نهایی بیماری کلیوی (ESRD) در مقایسه با موارد توصیه شده برای افراد دارای عملکرد کلیوی طبیعی باید ۲۵ درصد کاهش یابد. کاهش ۲۵ درصدی دوز نشان دهنده یک رژیم دوز ساده تر از نظر قدرت قرص در دسترس است، در مقایسه با کاهش ۳۰ درصدی دوز.
برای RLS، بیشیه دوز توصیه شده ۴ میلی‌گرم در روز است که ۱ تا ۳ ساعت قبل از خواب مصرف می شود. یک مطالعه برچسب باز ۵۲ هفته‌ای میانگین دوز ۱.۹۰ میلی‌گرم را یک بار در روز ۱ تا ۳ ساعت پیش از خواب داشت.

## عوارض جانبی
روپی‌نیرول می تواند باعث تهوع، سرگیجه، توهم، افت فشار خون ارتواستاتیک و حملات خواب ناگهانی در طول روز شود. عوارض جانبی غیرمعمول خاص آگونیست‌های D3 مانند روپی‌نیرول و پرامی‌پکسول می‌تواند شامل بیش‌جنس‌گرایی، ضربه زدن و قمار اجباری باشد، حتی در بیمارانی که سابقه این رفتارها را ندارند.
روپی‌نیرول همچنین زمانی که برای درمان سندرم پای بی‌قرار استفاده می‌شود، باعث ایجاد اثری به نام "افزایش" می‌شود، جایی که به مرور زمان درمان با آگونیست‌های دوپامین باعث شدیدتر شدن علائم RLS می‌شود. این معمولاً منجر به افزایش مداوم دوز در تلاش برای جبران پیشرفت علائم می‌شود. در صورت قطع دارو، علائم به سطح شدتی که پیش از آغاز درمان تجربه کرده بودند، برمی گردند. با این حال، روپی‌نیرول و پرامی‌پکسول هر دو باعث ایجاد اثرات ترک دردناک در صورت توقف درمان می‌شوند و روند مصرف بیماری که دارو را به مدت طولانی از این داروها استفاده می‌کند، اغلب بسیار دشوار است و معمولاً باید تحت نظارت یک متخصص پزشکی باشد.
تمایلات جنسی پرخطر 

## فارماکولوژی
روپی‌نیرول به عنوان آگونیست گیرنده‌های دوپامین D2، D3 و D4 با بالاترین میل ترکیبی برای D3 عمل می‌کند که بیشتر در نواحی لیمبیک یافت می‌شوند. در گیرنده‌های 5-HT2 و α2 ضعیف است و گفته می‌شود که تقریباً هیچ تمایلی به گیرنده‌های 5-HT1، GABA، mAChRs، α1 و β-آدرنرژیک ندارد.
روپی‌نیرول عمدتاً توسط سیتوکروم P450 CYP1A2 برای تشکیل دو متابولیت متابولیزه می‌شود. SK&F-104557 و SK&F-89124، که هر دو از طریق کلیه دفع می‌شوند، و در دوزهای بالاتر از بالینی، توسط CYP3A4 متابولیزه می‌شوند. در دوزهای بیشتر از ۲۴ میلی‌گرم، CYP2D6 ممکن است مهار شود، اگرچه این تنها در شرایط آزمایشگاهی آزمایش شده است.